# Georg Frederik Ursin

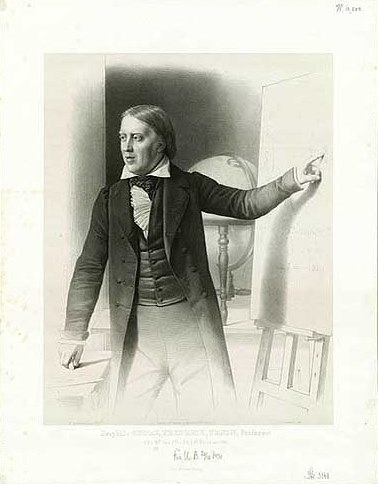
Georg Frederik Ursin, litografi av Carl Simonsen efter en målning av Eckersberg.

Georg Frederik Krüger Ursin, född den 22 juni 1797 i Köpenhamn, död där den 4 december 1849, var en dansk matematiker och astronom. 
Sin matematiska utbildning fick Ursin delvis vid Göttingens universitet under Gauss vägledning. År 1816 vann han universitetets guldmedalj efter att ha besvarat den matematiska prisuppgiften, och 1829 blev han medlem av Videnskabernes Selskab. Ursin var 1819—1829 observator vid Köpenhamns astronomiska observatorium och från 1827 till sin död professor i matematik vid Kunstakademiet; dessutom var han 1829—1832 verksam som lärare i maskinlära och teknologi vid Polyteknisk Læreanstalt, till vars grundande han hade givit impulsen genom ett 1827 till kungen insänt memorandum. Ursins viktigaste skrifter är några läroböcker.